# Världscupen i alpin skidåkning 1985/1986
Världscupen i alpin skidåkning 1985/1986 inleddes 16 augusti 1985 i Las Leñas, Argentina för herrarna. Efter de inleddande tävlingarna följde ett uppehåll till den 1 december 1985. Damerna startade sin säsong den 7 december 1985 i Sestriere. Säsongen avslutades 23 mars 1986 i Bromont. Vinnare av totala världscupen blev Maria Walliser och Marc Girardelli.

## Tävlingskalender

### Herrar

#### Störtlopp
| Datum            | Ort                     | Etta                          | Tvåa                          | Trea                           |
| ---------------- | ----------------------- | ----------------------------- | ----------------------------- | ------------------------------ |
| 16 augusti 1985  | Las Leñas (ARG)         | Karl Alpiger (Schweiz)        | Doug Lewis (USA)              | Helmut Höflehner (Österrike)   |
| 18 augusti 1985  | Las Leñas (ARG)         | Karl Alpiger (Schweiz)        | Peter Müller (Schweiz)        | Markus Wasmeier (Västtyskland) |
| 7 december 1985  | Val d’Isère (Frankrike) | Michael Mair (Italien)        | Marc Girardelli (Luxemburg)   | Peter Wirnsberger (Österrike)  |
| 14 december 1985 | Val Gardena (Italien)   | Peter Wirnsberger (Österrike) | Peter Müller (Schweiz)        | Sepp Wildgruber (Västtyskland) |
| 31 december 1985 | Schladming (Österrike)  | Peter Wirnsberger (Österrike) | Peter Müller (Schweiz)        | Erwin Resch (Österrike)        |
| 17 januari 1986  | Kitzbühel (Österrike)   | Peter Wirnsberger (Österrike) | Erwin Resch (Österrike)       | Pirmin Zurbriggen (Schweiz)    |
| 18 januari 1986  | Kitzbühel (Österrike)   | Peter Wirnsberger (Österrike) | Erwin Resch (Österrike)       | Michael Mair (Italien)         |
| 7 februari 1986  | Morzine (Frankrike)     | Anton Steiner (Österrike)     | Gustav Oehrli (Schweiz)       | Peter Wirnsberger (Österrike)  |
| 8 februari 1986  | Morzine (Frankrike)     | Peter Müller (Schweiz)        | Leonhard Stock (Österrike)    | Atle Skårdal (Norge)           |
| 21 februari 1986 | Åre (Sverige)           | Peter Müller (Schweiz)        | Michael Mair (Italien)        | Marc Girardelli (Luxemburg)    |
| 22 februari 1986 | Åre (Sverige)           | Franz Heinzer (Schweiz)       | Marc Girardelli (Luxemburg)   | Armin Assinger (Österrike)     |
| 8 mars 1986      | Aspen (USA)             | Peter Müller (Schweiz)        | Peter Wirnsberger (Österrike) | Leonhard Stock (Österrike)     |
| 15 mars 1986     | Whistler (Kanada)       | Anton Steiner (Österrike)     | Michael Mair (Italien)        | Leonhard Stock (Österrike)     |

#### Super-G
| Datum            | Ort                     | Etta                           | Tvåa                           | Trea                           |
| ---------------- | ----------------------- | ------------------------------ | ------------------------------ | ------------------------------ |
| 3 februari 1986  | Crans-Montana (Schweiz) | Peter Müller (Schweiz)         | Pirmin Zurbriggen (Schweiz)    | Markus Wasmeier (Västtyskland) |
| 5 februari 1986  | Crans-Montana (Schweiz) | Marc Girardelli (Luxemburg)    | Markus Wasmeier (Västtyskland) | Peter Müller (Schweiz)         |
| 9 februari 1986  | Morzine (Frankrike)     | Markus Wasmeier (Västtyskland) | Marc Girardelli (Luxemburg)    | Hubert Strolz (Österrike)      |
| 28 februari 1986 | Hemsedal (Norge)        | Pirmin Zurbriggen (Schweiz)    | Markus Wasmeier (Västtyskland) | Leonhard Stock (Österrike)     |
| 16 mars 1986     | Whistler (Kanada)       | Markus Wasmeier (Västtyskland) | Martin Hangl (Schweiz)         | Peter Roth (Västtyskland)      |

#### Storslalom
| Datum            | Ort                         | Etta                        | Tvåa                        | Trea                           |
| ---------------- | --------------------------- | --------------------------- | --------------------------- | ------------------------------ |
| 15 december 1985 | Alta Badia (Italien)        | Ingemar Stenmark (Sverige)  | Hubert Strolz (Österrike)   | Robert Erlacher (Italien)      |
| 20 december 1985 | Kranjska Gora (Jugoslavien) | Joël Gaspoz (Schweiz)       | Robert Erlacher (Italien)   | Hubert Strolz (Österrike)      |
| 3 januari 1986   | Kranjska Gora (Jugoslavien) | Joël Gaspoz (Schweiz)       | Hubert Strolz (Österrike)   | Markus Wasmeier (Västtyskland) |
| 28 januari 1986  | Adelboden (Schweiz)         | Richard Pramotton (Italien) | Marco Tonazzi (Italien)     | Hubert Strolz (Österrike)      |
| 27 februari 1986 | Hemsedal (Norge)            | Ingemar Stenmark (Sverige)  | Hans Stuffer (Västtyskland) | Hubert Strolz (Österrike)      |
| 18 mars 1986     | Lake Placid (USA)           | Ingemar Stenmark (Sverige)  | Hubert Strolz (Österrike)   | Robert Erlacher (Italien)      |
| 19 mars 1986     | Lake Placid (USA)           | Joël Gaspoz (Schweiz)       | Robert Erlacher (Italien)   | Hubert Strolz (Österrike)      |

#### Slalom
| Datum            | Ort                                | Etta                          | Tvåa                          | Trea                                                           |
| ---------------- | ---------------------------------- | ----------------------------- | ----------------------------- | -------------------------------------------------------------- |
| 1 december 1985  | Sestriere (Italien)                | Rok Petrovič (Jugoslavien)    | Bojan Križaj (Jugoslavien)    | Ivano Edalini (Italien)                                        |
| 16 december 1985 | Madonna di Campiglio (Italien)     | Jonas Nilsson (Sverige)       | Bojan Križaj (Jugoslavien)    | Paul Frommelt (Liechtenstein)                                  |
| 21 december 1985 | Kranjska Gora (Jugoslavien)        | Rok Petrovič (Jugoslavien)    | Jonas Nilsson (Sverige)       | Thomas Stangassinger (Österrike)                               |
| 14 januari 1986  | Berchtesgaden (Västtyskland)       | Johan Wallner (Sverige)       | Bojan Križaj (Jugoslavien)    | Daniel Mougel (Frankrike)                                      |
| 19 januari 1986  | Kitzbühel (Österrike)              | Paul Frommelt (Liechtenstein) | Ingemar Stenmark (Sverige)    | Dietmar Köhlbichler (Österrike) Andreas Wenzel (Liechtenstein) |
| 21 januari 1986  | Parpan (Schweiz)                   | Didier Bouvet (Frankrike)     | Ingemar Stenmark (Sverige)    | Thomas Bürgler (Schweiz)                                       |
| 25 januari 1986  | Sankt Anton am Arlberg (Österrike) | Ingemar Stenmark (Sverige)    | Rok Petrovič (Jugoslavien)    | Jonas Nilsson (Sverige)                                        |
| 2 februari 1986  | Wengen (Schweiz)                   | Rok Petrovič (Jugoslavien)    | Didier Bouvet (Frankrike)     | Bojan Križaj (Jugoslavien)                                     |
| 23 februari 1986 | Åre (Sverige)                      | Pirmin Zurbriggen (Schweiz)   | Paul Frommelt (Liechtenstein) | Jonas Nilsson (Sverige)                                        |
| 25 februari 1986 | Lillehammer (Norge)                | Rok Petrovič (Jugoslavien)    | Ingemar Stenmark (Sverige)    | Marc Girardelli (Luxemburg)                                    |
| 2 mars 1986      | Geilo (Norge)                      | Günther Mader (Österrike)     | Paul Frommelt (Liechtenstein) | Rok Petrovič (Jugoslavien)                                     |
| 11 mars 1986     | Heavenly Valley (USA)              | Rok Petrovič (Jugoslavien)    | Pirmin Zurbriggen (Schweiz)   | Ingemar Stenmark (Sverige)                                     |
| 21 mars 1986     | Bromont (Kanada)                   | Bojan Križaj (Jugoslavien)    | Paul Frommelt (Liechtenstein) | Pirmin Zurbriggen (Schweiz)                                    |

#### Parallelslalom
| Datum          | Ort              | Etta                    | Tvåa                           | Trea                      |
| -------------- | ---------------- | ----------------------- | ------------------------------ | ------------------------- |
| 6 januari 1986 | Wien (Österrike) | Ivano Edalini (Italien) | Markus Wasmeier (Västtyskland) | Anton Steiner (Österrike) |

#### Alpin kombination
| Datum                       | Ort                                                    | Etta                           | Tvåa                           | Trea                           |
| --------------------------- | ------------------------------------------------------ | ------------------------------ | ------------------------------ | ------------------------------ |
| 14-15 december 1985         | Val Gardena / Alta Badia (Italien)                     | Marc Girardelli (Luxemburg)    | Niklas Henning (Sverige)       | Pirmin Zurbriggen (Schweiz)    |
| 18-19 januari 1986          | Kitzbühel (Österrike)                                  | Pirmin Zurbriggen (Schweiz)    | Andreas Wenzel (Liechtenstein) | Markus Wasmeier (Västtyskland) |
| 2-3 februari 1986           | Crans-Montana / Wengen (Schweiz)                       | Peter Müller (Schweiz)         | Michael Mair (Italien)         | Karl Alpiger (Schweiz)         |
| 25 januari, 7 februari 1986 | Sankt Anton am Arlberg / Morzine (Österrike/Frankrike) | Marc Girardelli (Luxemburg)    | Leonhard Stock (Österrike)     | Gustav Oehrli (Schweiz)        |
| 8-9 februari 1986           | Morzine (Frankrike)                                    | Markus Wasmeier (Västtyskland) | Leonhard Stock (Österrike)     | Peter Müller (Schweiz)         |
| 2, 21 februari 1986         | Wengen / Åre (Schweiz/Sverige)                         | Günther Mader (Österrike)      | Andreas Wenzel (Liechtenstein) | Gustav Oehrli (Schweiz)        |
| 22-23 februari 1986         | Åre (Sverige)                                          | Pirmin Zurbriggen (Schweiz)    | Markus Wasmeier (Västtyskland) | Leonhard Stock (Österrike)     |

### Damer

#### Störtlopp
| Datum            | Ort                           | Etta                            | Tvåa                            | Trea                            |
| ---------------- | ----------------------------- | ------------------------------- | ------------------------------- | ------------------------------- |
| 12 december 1985 | Val d’Isère (Frankrike)       | Michaela Gerg (Västtyskland)    | Laurie Graham (Kanada)          | Maria Walliser (Schweiz)        |
| 13 december 1985 | Val d’Isère (Frankrike)       | Laurie Graham (Kanada)          | Maria Walliser (Schweiz)        | Michaela Gerg (Västtyskland)    |
| 10 januari 1986  | Bad Gastein (Österrike)       | Katharina Gutensohn (Österrike) | Liisa Savijarvi (Kanada)        | Laurie Graham (Kanada)          |
| 11 januari 1986  | Bad Gastein (Österrike)       | Maria Walliser (Schweiz)        | Sieglinde Winkler (Österrike)   | Katharina Gutensohn (Österrike) |
| 16 januari 1986  | Puy-Saint-Vincent (Frankrike) | Katharina Gutensohn (Österrike) | Brigitte Oertli (Schweiz)       | Laurie Graham (Kanada)          |
| 1 februari 1986  | Crans-Montana (Schweiz)       | Laurie Graham (Kanada)          | Brigitte Oertli (Schweiz)       | Katharina Gutensohn (Österrike) |
| 2 februari 1986  | Crans-Montana (Schweiz)       | Katharina Gutensohn (Österrike) | Maria Walliser (Schweiz)        | Zoë Haas (Schweiz)              |
| 1 mars 1986      | Furano (Japan)                | Maria Walliser (Schweiz)        | Brigitte Oertli (Schweiz)       | Laurie Graham (Kanada)          |
| 8 mars 1986      | Sunshine (Kanada)             | Maria Walliser (Schweiz)        | Katharina Gutensohn (Österrike) | Karen Percy (Kanada)            |
| 15 mars 1986     | Vail (USA)                    | Pam Fletcher (USA)              | Laurie Graham (Kanada)          | Maria Walliser (Schweiz)        |

#### Super-G
| Datum           | Ort                           | Etta                         | Tvåa                           | Trea                         |
| --------------- | ----------------------------- | ---------------------------- | ------------------------------ | ---------------------------- |
| 7 december 1985 | Sestriere (Italien)           | Marina Kiehl (Västtyskland)  | Michaela Gerg (Västtyskland)   | Mateja Svet (Jugoslavien)    |
| 17 januari 1986 | Puy-Saint-Vincent (Frankrike) | Traudl Hächer (Västtyskland) | Maria Walliser (Schweiz)       | Vreni Schneider (Schweiz)    |
| 25 januari 1986 | Megève (Frankrike)            | Michaela Marzola (Italien)   | Elisabeth Kirchler (Österrike) | Traudl Hächer (Västtyskland) |
| 2 mars 1986     | Furano (Japan)                | Liisa Savijarvi (Kanada)     | Sieglinde Winkler (Österrike)  | Pam Fletcher (USA)           |
| 16 mars 1986    | Vail (USA)                    | Marina Kiehl (Västtyskland)  | Anita Wachter (Österrike)      | Liisa Savijarvi (Kanada)     |

#### Storslalom
| Datum            | Ort                            | Etta                         | Tvåa                              | Trea                              |
| ---------------- | ------------------------------ | ---------------------------- | --------------------------------- | --------------------------------- |
| 16 december 1985 | Savognin (Schweiz)             | Vreni Schneider (Schweiz)    | Debbie Armstrong (USA)            | Michaela Gerg (Västtyskland)      |
| 21 december 1985 | Maribor (Jugoslavien)          | Vreni Schneider (Schweiz)    | Michela Figini (Schweiz)          | Marina Kiehl (Västtyskland)       |
| 3 januari 1986   | Oberstaufen (Västtyskland)     | Vreni Schneider (Schweiz)    | Michaela Gerg (Västtyskland)      | Michela Figini (Schweiz)          |
| 4 januari 1986   | Oberstaufen (Västtyskland)     | Traudl Hächer (Västtyskland) | Vreni Schneider (Schweiz)         | Olga Charvátová (Tjeckoslovakien) |
| 5 februari 1986  | Valzoldana (Italien)           | Maria Walliser (Schweiz)     | Mateja Svet (Jugoslavien)         | Olga Charvátová (Tjeckoslovakien) |
| 8 februari 1986  | Vysoké Tatry (Tjeckoslovakien) | Mateja Svet (Jugoslavien)    | Blanca Fernández Ochoa (Spanien)  | Traudl Hächer (Västtyskland)      |
| 9 mars 1986      | Sunshine (Kanada)              | Traudl Hächer (Västtyskland) | Maria Walliser (Schweiz)          | Katarina Zajc (Jugoslavien)       |
| 18 mars 1986     | Waterville Valley (USA)        | Vreni Schneider (Schweiz)    | Anita Wachter (Österrike)         | Olga Charvátová (Tjeckoslovakien) |
| 22 mars 1986     | Bromont (Kanada)               | Mateja Svet (Jugoslavien)    | Olga Charvátová (Tjeckoslovakien) | Vreni Schneider (Schweiz)         |

#### Slalom
| Datum            | Ort                                 | Etta                              | Tvåa                                 | Trea                       |
| ---------------- | ----------------------------------- | --------------------------------- | ------------------------------------ | -------------------------- |
| 8 december 1985  | Sestriere (Italien)                 | Roswitha Steiner (Österrike)      | Erika Hess (Schweiz)                 | Brigitte Oertli (Schweiz)  |
| 15 december 1985 | Savognin (Schweiz)                  | Erika Hess (Schweiz)              | Brigitte Gadient (Schweiz)           | Nadia Bonfini (Italien)    |
| 22 december 1985 | Maribor (Jugoslavien)               | Roswitha Steiner (Österrike)      | Erika Hess (Schweiz)                 | Ida Ladstätter (Österrike) |
| 12 januari 1986  | Bad Gastein (Österrike)             | Anni Kronbichler (Österrike)      | Erika Hess (Schweiz)                 | Vreni Schneider (Schweiz)  |
| 26 januari 1986  | Saint-Gervais-les-Bains (Frankrike) | Roswitha Steiner (Österrike)      | Perrine Pelen (Frankrike)            | Mateja Svet (Jugoslavien)  |
| 4 februari 1986  | Piancavallo (Italien)               | Olga Charvátová (Tjeckoslovakien) | Perrine Pelen (Frankrike)            | Brigitte Oertli (Schweiz)  |
| 9 februari 1986  | Vysoké Tatry (Tjeckoslovakien)      | Corinne Schmidhauser (Schweiz)    | Nadia Bonfini (Italien)              | Erika Hess (Schweiz)       |
| 12 mars 1986     | Park City (USA)                     | Erika Hess (Schweiz)              | Olga Charvátová (Tjeckoslovakien)    | Perrine Pelen (Frankrike)  |
| 19 mars 1986     | Waterville Valley (USA)             | Roswitha Steiner (Österrike)      | Małgorzata Mogore-Tlałka (Frankrike) | Erika Hess (Schweiz)       |

#### Alpin kombination
| Datum                | Ort                                           | Etta                     | Tvåa                           | Trea                          |
| -------------------- | --------------------------------------------- | ------------------------ | ------------------------------ | ----------------------------- |
| 8, 12 december 1985  | Sestriere / Val d’Isère (Italien/Frankrike)   | Erika Hess (Schweiz)     | Brigitte Oertli (Schweiz)      | Maria Walliser (Schweiz)      |
| 13, 21 december 1985 | Val d’Isère / Maribor (Frankrike/Jugoslavien) | Michela Figini (Schweiz) | Maria Walliser (Schweiz)       | Marina Kiehl (Västtyskland)   |
| 11-12 januari 1986   | Bad Gastein (Österrike)                       | Maria Walliser (Schweiz) | Erika Hess (Schweiz)           | Brigitte Oertli (Schweiz)     |
| 25-26 januari 1986   | Megève / Saint-Gervais (Frankrike)            | Monika Hess (Schweiz)    | Corinne Schmidhauser (Schweiz) | Anita Wachter (Österrike)     |
| 8-9 mars 1986        | Sunshine (Kanada)                             | Maria Walliser (Schweiz) | Traudl Hächer (Västtyskland)   | Heidi Zeller-Bähler (Schweiz) |

## Slutplacering damer
| Placering | Namn            | Land            | Total Poäng | Störtlopp | Super G | Storslalom | Slalom | Kombination |
| --------- | --------------- | --------------- | ----------- | --------- | ------- | ---------- | ------ | ----------- |
| 1         | Maria Walliser  | Schweiz         | 287         | 115       | 24      | 76         | 2      | 70          |
| 2         | Erika Hess      | Schweiz         | 242         | 13        | 11      | 52         | 110    | 56          |
| 3         | Vreni Schneider | Schweiz         | 216         | 0         | 20      | 110        | 51     | 35          |
| 4         | Olga Charvátová | Tjeckoslovakien | 199         | 21        | 28      | 72         | 56     | 22          |
| 5         | Brigitte Oertli | Schweiz         | 181         | 82        | 0       | 6          | 52     | 41          |
| 6         | Michela Figini  | Schweiz         | 178         | 53        | 24      | 58         | 0      | 43          |
| 7         | Mateja Svet     | Jugoslavien     | 159         | 0         | 19      | 84         | 49     | 7           |
| 8         | Marina Kiehl    | Västtyskland    | 157         | 43        | 60      | 31         | 0      | 23          |
| 9         | Traudl Hächer   | Västtyskland    | 153         | 0         | 40      | 88         | 0      | 25          |
| 10        | Michaela Gerg   | Västtyskland    | 151         | 48        | 37      | 41         | 0      | 25          |

## Slutplacering herrar
| Placering | Namn              | Land         | Total Poäng | Störtlopp | Super G | Storslalom | Slalom | Kombination |
| --------- | ----------------- | ------------ | ----------- | --------- | ------- | ---------- | ------ | ----------- |
| 1         | Marc Girardelli   | Luxemburg    | 294         | 76        | 56      | 57         | 45     | 60          |
| 2         | Pirmin Zurbriggen | Schweiz      | 284         | 55        | 55      | 30         | 79     | 65          |
| 3         | Markus Wasmeier   | Västtyskland | 214         | 41        | 70      | 34         | 9      | 60          |
| 4         | Peter Müller      | Schweiz      | 204         | 115       | 40      | 0          | 0      | 49          |
| 5         | Ingemar Stenmark  | Sverige      | 196         | 0         | 0       | 96         | 100    | 0           |
| 6         | Leonhard Stock    | Österrike    | 174         | 74        | 35      | 10         | 0      | 55          |
| 7         | Rok Petrović      | Jugoslavien  | 170         | 0         | 0       | 45         | 125    | 0           |
| 8         | Peter Wirnsberger | Österrike    | 148         | 120       | 0       | 0          | 0      | 28          |
| 9         | Hubert Strolz     | Österrike    | 147         | 0         | 29      | 90         | 28     | 0           |
| 10        | Günther Mader     | Österrike    | 143         | 0         | 20      | 24         | 66     | 33          |